# Панкаро, Джузеппе
Джузеппе Панкаро (итал. Giuseppe Pancaro; 26 августа 1971 года, Козенца, Италия) — итальянский футболист и футбольный тренер. Выступал на позиции защитника. В настоящее время — тренер.

## Карьера
Панкаро начал свою карьеру в «Кальяри» в 1992 году. После «Кальяри» в 1997 году он перешёл в «Лацио». Летом 2003 года Панкаро перешёл в «Милан» в обмен на Деметрио Альбертини. В 2004 году он продлил контракт ещё на один год. В 2005 году перешёл в «Фиорентину» на правах свободного агента, а затем в следующем году он переехал в Турин, в «Торино». В следующем сезоне он завершил карьеру в возрасте 35 лет.
Панкаро играл в сборной с 1999 года, но травма не позволила ему поехать на Евро 2004. Всего в сборной он провёл 19 матчей.

## Достижения
- Победитель Кубка обладателей кубков УЕФА: 1999
- Победитель Серии A: 2000, 2004
- Победитель Кубка Италии: 1998, 2000
- Победитель Суперкубка Европы: 2003.
- Финалист Лиги чемпионов: 2005
- Финалист Кубка УЕФА: 1998
- Серебряный призёр Серии A: 1999, 2005